# E. H. Harriman
E. H. Harriman (Hempstead, 1848. február 20. – Orange megye, 1909. szeptember 9.) amerikai vasútmágnás és pénzügyi spekuláns volt, akit általában az aranyozott kor egyik rablóbárójaként azonosítanak.

## Fiatalkora
Harriman 1848. február 20-án született a New York állambeli Hempsteadben, idősebb Orlando Harriman, egy püspöki lelkész és Cornelia Neilson fiaként. Volt egy bátyja, Orlando Harriman Jr. Dédapja, William Harriman 1795-ben vándorolt ki Angliából, és sikeres üzletember és kereskedő lett.
Fiatal fiúként Harriman egy nyarat a Greenwoodi vaskohónál dolgozott a Robert Parker Parrott család tulajdonában lévő területen, amelyből később a Harriman State Park lett. 14 évesen otthagyta az iskolát, hogy a New York-i Wall Streeten vállaljon munkát kifutófiúként. Nagybátyja, Oliver Harriman már korábban karriert futott be ott. 22 éves korára a New York-i tőzsde tagja lett.

## Karrier
Harriman apósa az Ogdensburg and Lake Champlain Railroad Company elnöke volt, ami felkeltette Harriman érdeklődését a New York állambeli közlekedés iránt. 1881-ben, 33 évesen Harriman megvásárolta a kis, lerobbant Lake Ontario Southern Railroad-ot. Átnevezte Sodus Bay & Southernre, újjászervezte, és jelentős haszonnal eladta a Pennsylvania Railroadnak. Ez volt a kezdete a csődbe ment vasutak újjáépítésével kapcsolatos karrierjének.

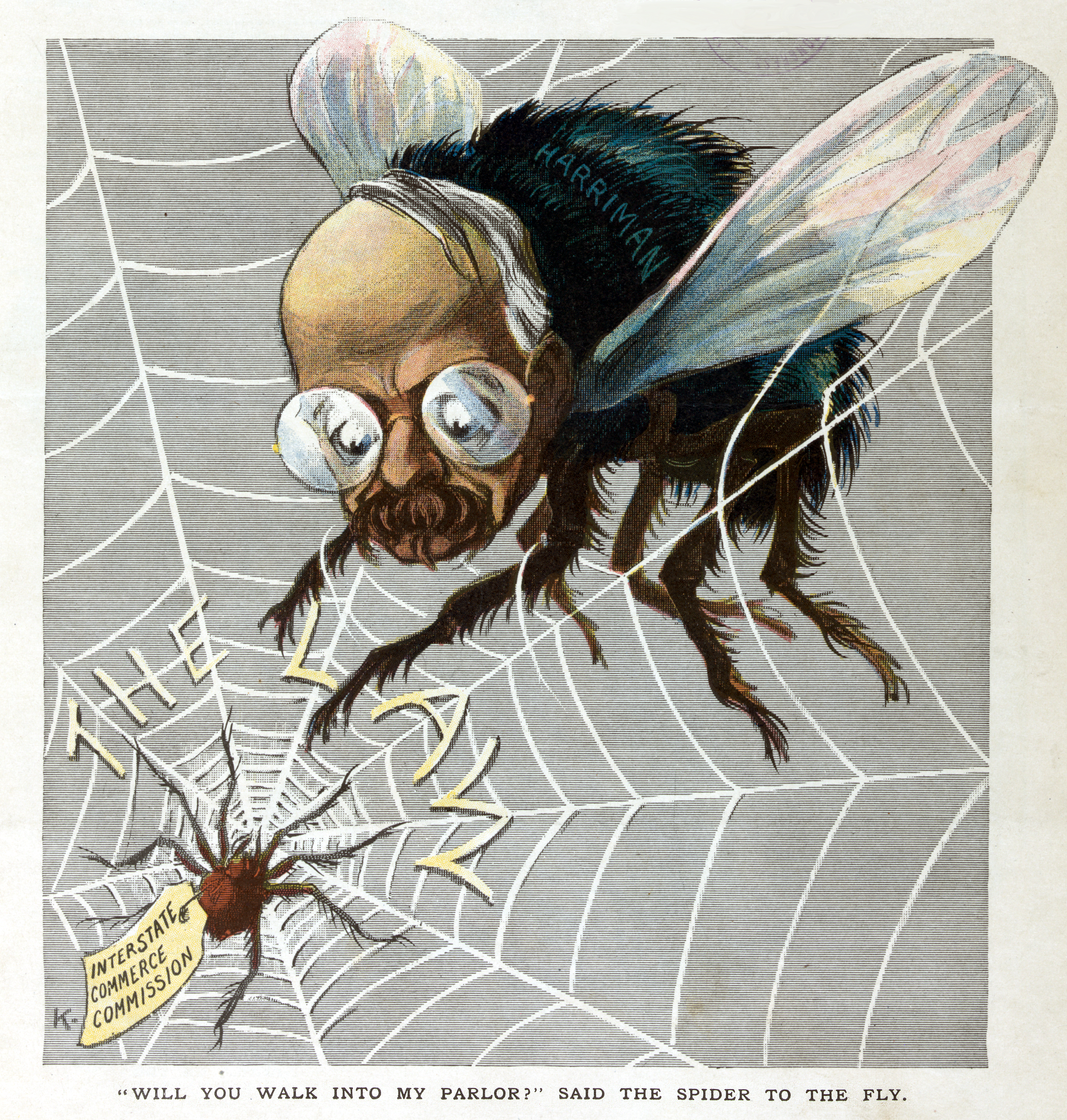
Egy 1907-es karikatúra, amely Harrimant és vasútjait a szövetségi törvényeknek és az Államközi Kereskedelmi Bizottságnak alárendeltként ábrázolja

Harriman közel 50 éves volt, amikor 1897-ben a Union Pacific Railroad igazgatója lett. 1898 májusára már a végrehajtó bizottság elnöke volt, és ettől kezdve haláláig az ő szava volt a törvény a Union Pacific rendszerében. 1903-ban átvette a vállalat elnöki tisztségét. 1901-től 1909-ig Harriman volt a Southern Pacific Railroad elnöke is. 1901-ben az egységes UP/SP vasútvonal vízióját Harriman ültette el. (Az UP és az SP 1996. szeptember 11-én egyesült újra, egy hónappal azután, hogy a Surface Transportation Board jóváhagyta az egyesülésüket.).

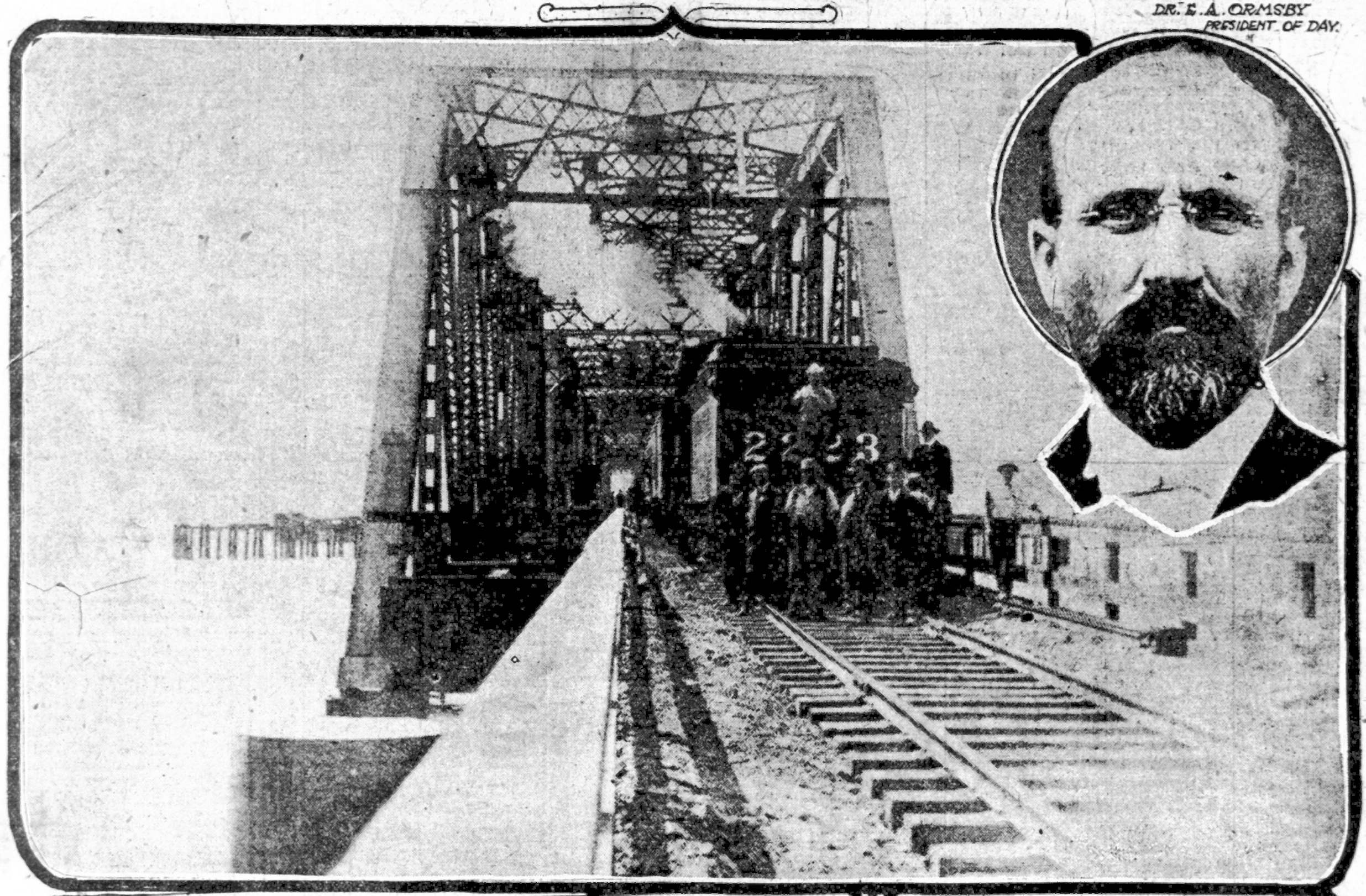
1910-ben az első személyvonat átkelt a Dumbarton vasúti hídon, egy Harriman által szorgalmazott projekten

Halálakor Harriman irányította a Union Pacific, a Southern Pacific, a Saint Joseph and Grand Island, az Illinois Central, a Central of Georgia, a Pacific Mail Steamship Company és a Wells Fargo Express Company vasúttársaságokat. Becslések szerint a vagyona 150 millió és 200 millió amerikai dollár között mozgott. Ezt a vagyont teljes egészében a feleségére hagyta.